# Gustave Le Gray

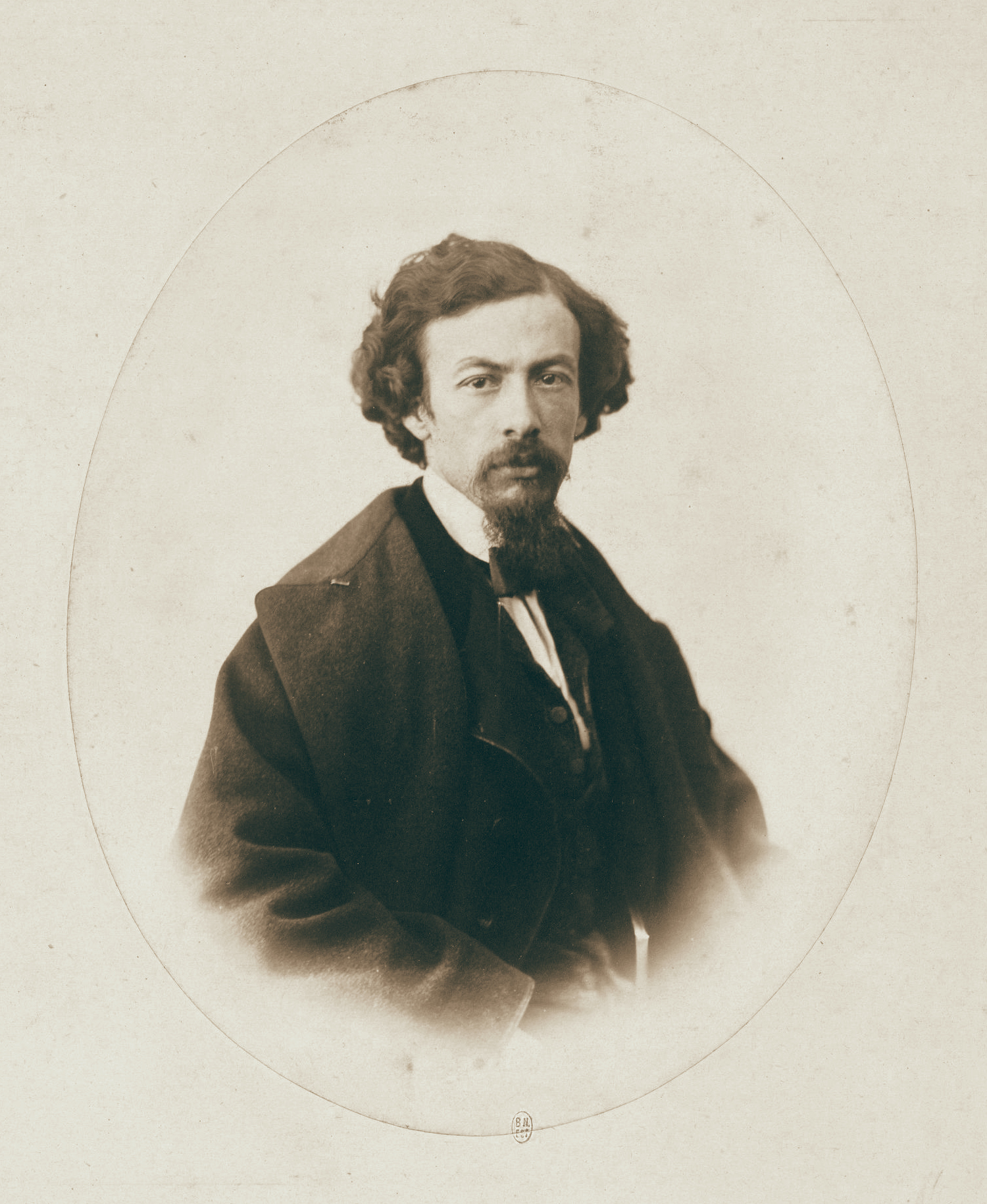
Gustave Le Gray

Jean-Baptiste Gustave Le Gray, född 30 augusti 1820, död 30 juli 1884, har kallats "den viktigaste franska fotografen under 1800-talet på grund av sina tekniska uppfinningar i det fortfarande unga fotografi-mediet, sin roll som lärare till andra berömda fotografer, och den utomordentliga fantasi han använde i sina bilder".
Bland hans uppfinningar finns förbättringar av fotopappret och kombineringen av flera negativ för att skapa en enda bild, framför allt för att få både himmel och förgrund skarpa trots att de olika motiven behöver olika slutartider. Bland hans mest berömda fotografier finns porträtten av Giuseppe Garibaldi.

## Verk

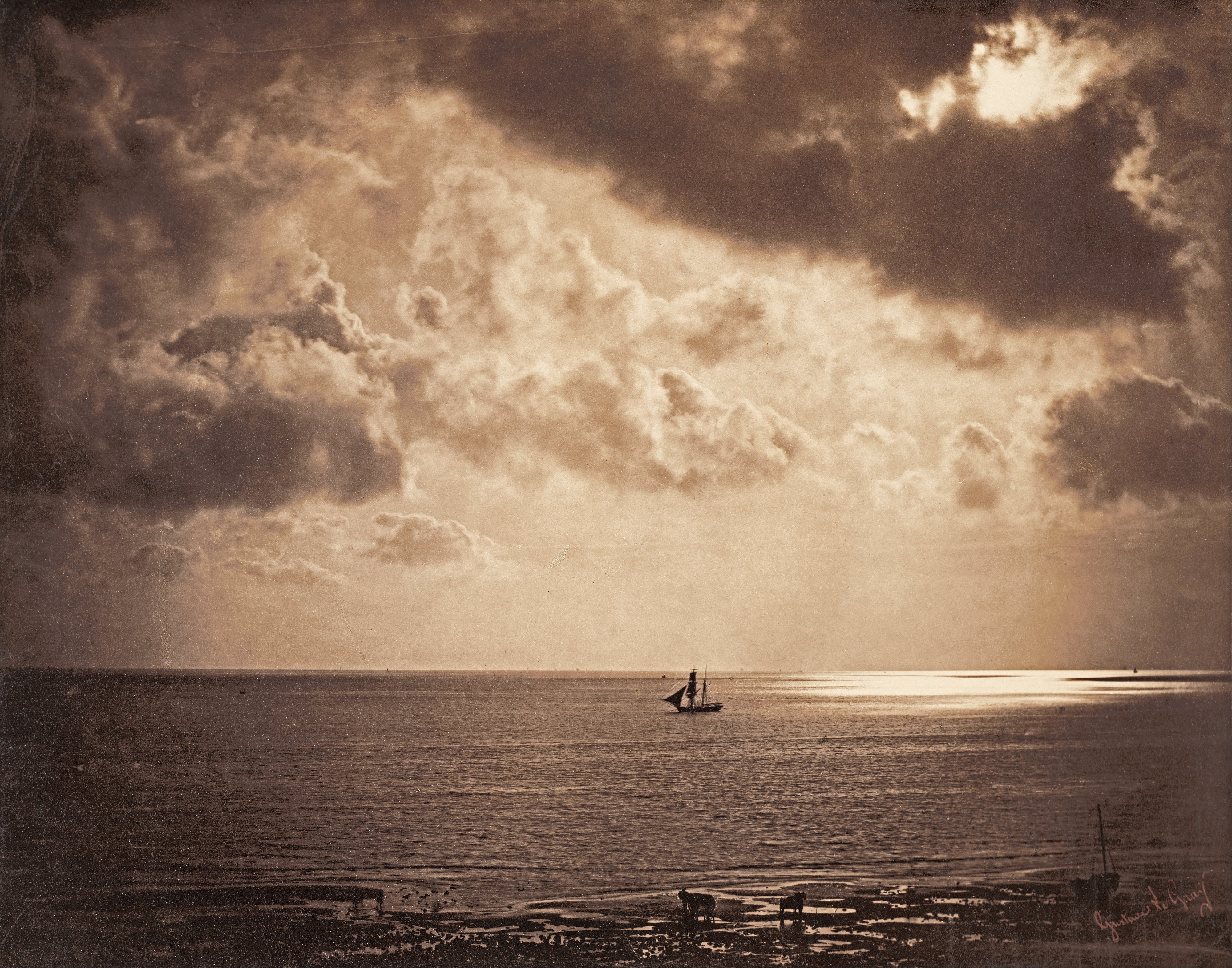
I månljuset
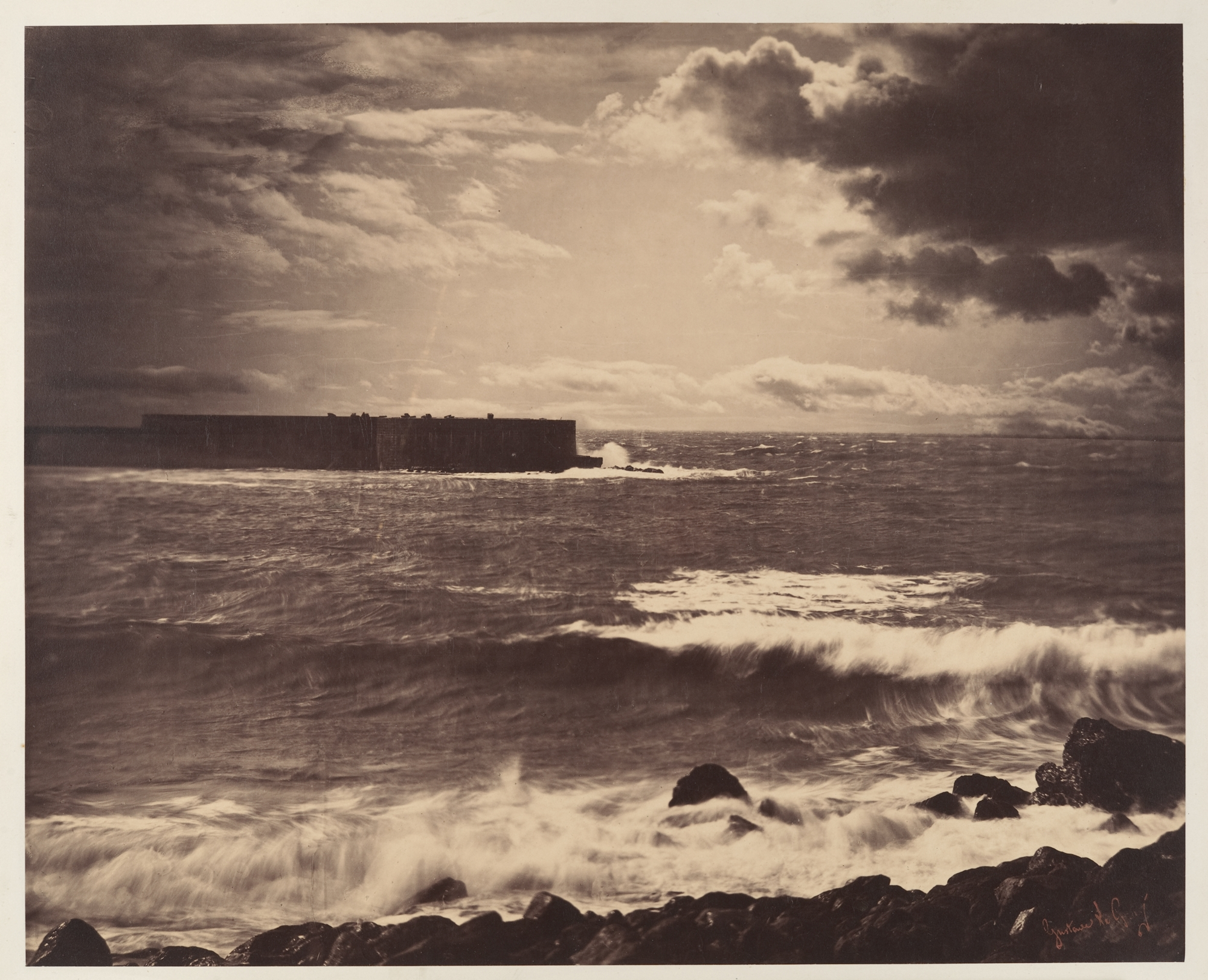
Den stora vågen, Sète
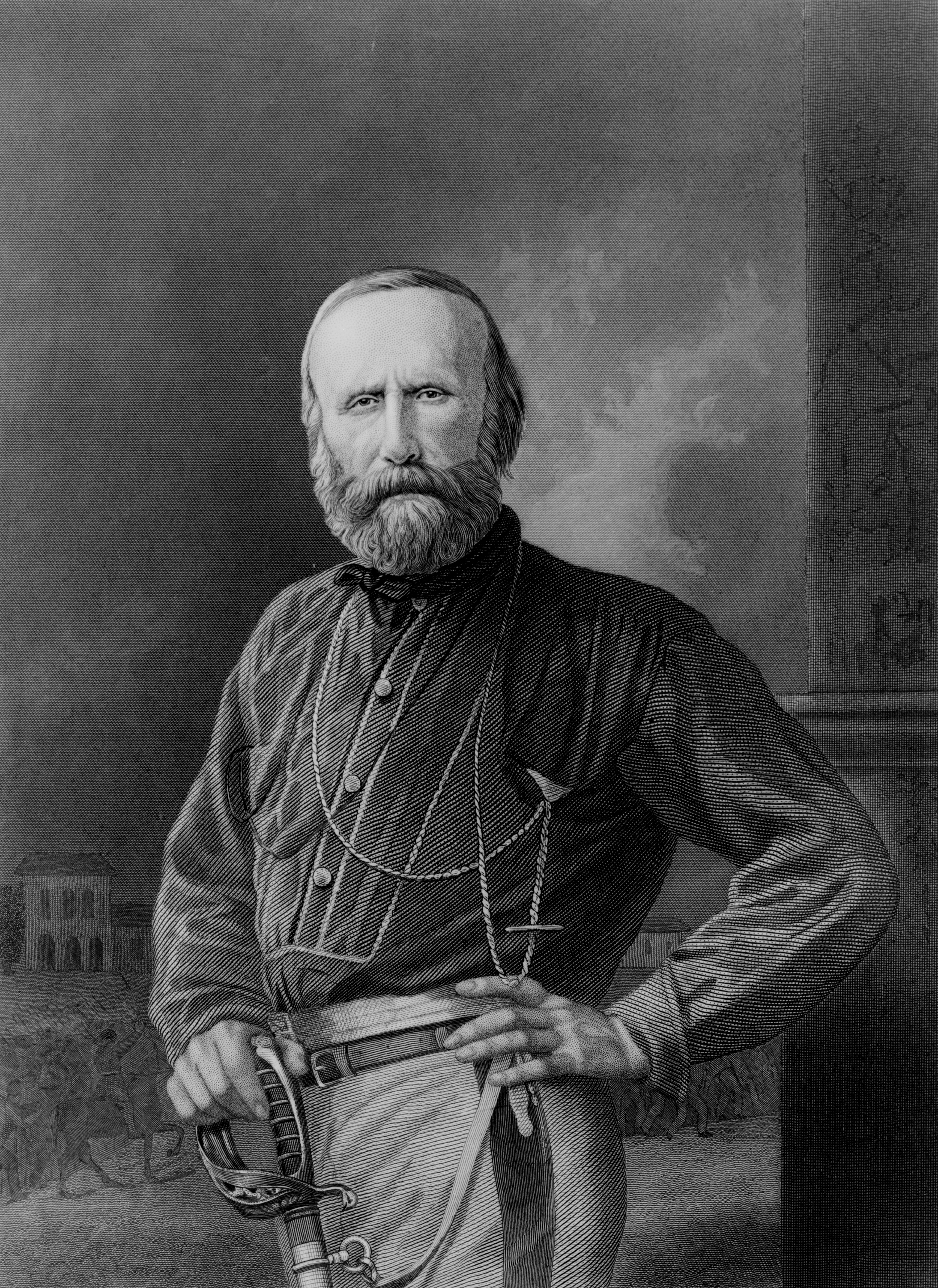
Giuseppe Garibaldi